# Pachomiusz Starszy
Pachomiusz Starszy, cs. Priepodobnyj Pachomij Wielikij, Jegipietskij, Fiwaidskij (ur. ok. 292, zm. 9 maja 346) – egipski mnich, święty, twórca pierwszej reguły zakonnej i cenobityzmu, opat. Informacje o nim przetrwały w wielu, czasem sprzecznych, legendach i biografiach. Do dziś obok tekstu reguły, zachowało się jedynie 11 listów Pachomiusza (w tłumaczeniu św. Hieronima).
Uznawany przez część Kościołów protestanckich za bohatera wiary. Kościoły luterańskie zaliczają go do odnowicieli Kościoła.

## Życie
W młodości Pachomiusz został wcielony do wojska rzymskiego. Nawrócił się w Tebach, gdzie spotkał ubogich chrześcijan. Po śmierci swego mistrza Palemona osiadł w opustoszałej wiosce nad brzegiem Nilu, gdzie założył własną wspólnotę, jeden z pierwszych klasztorów i zakonów mniszych. Wiosce nadano nazwę Tabennesi. Pod koniec jego życia wspólnota rozrosła się do 9 klasztorów, liczących kilka tysięcy mnichów. Siostra Pachomiusza Maria założyła 2 klasztory żeńskie. Wszystkie klasztory tworzyły kongregacje, podlegające przełożonemu generalnemu. Mianował on przełożonych poszczególnych klasztorów i zwoływał ich dwa razy w roku w celu rozpatrzenia spraw kongregacji. Wspólnota założona przez Pachomiusza zaczęła rozpadać się w V wieku. Znalazła ona jednak naśladowców: m.in. na Górze Synaj i w Kapadocji. W sferze organizacji życia zakonnego na idee Pachomiusza mogły mieć wpływ, obok doświadczeń wojskowych, kontakty ze wspólnotami manichejskimi. Pachomiusz miewał także wizje, które zadecydowały ponoć o miejscu założenia wspólnoty oraz o treści reguły – ten aspekt jego życia podkreślają przede wszystkim źródła koptyjskie.
Zasady życia mnichów zostały przez Pachomiusza skodyfikowane, przyjmując postać reguły. Wywarła ona wpływ na późniejszy rozwój chrześcijańskiego monastycyzmu (m.in. na regułę św. Benedykta). Reguła pechomiańska była zredagowana w języku koptyjskim. Najbardziej znany jest łaciński przekład św. Hieronima z 404 r. (w języku etiopskim i arabskim zachowały się tylko fragmenty tłumaczeń). W 194 artykułach ujmuje ona porządek życia codziennego mnicha. Podstawową jej zasadą była uniformizacja stylu życia, ubioru, żywienia. Regułę charakteryzuje umiar i niechęć do przesady, która najprawdopodobniej jest wynikiem przemyśleń Pachomiusza z czasów surowego, siedmioletniego nowicjatu u eremity Palemona i częściowo tłumaczy sukces wspólnoty. Życie mnichów cechowały trzy zasadnicze rady ewangeliczne: czystość (celibat), ubóstwo i posłuszeństwo, a także skromność w kontaktach z kobietami i współbraćmi. Pachomiusz stawiał życie wspólne wyżej niż samotność pustelnika, ascezę i indywidualne dążenie do doskonałości łącząc ze wspólną pracą i studiowaniem Pisma Świętego.

## Patronat
Św. Pachomiusz jest patronem życia klasztornego. Jego wspomnienie w Kościele katolickim obchodzone jest w jego dies natalis (9 maja), natomiast w Kościele luterańskim, jego życie upamiętnione jest wraz z Antonim Wielkim, 17 stycznia, czemu jednak nie towarzyszy kult świętych.